# Proces se skupinou The Plastic People of the Universe
Proces se skupinou The Plastic People of the Universe, též známý jako proces s „Plastiky“, byl vykonstruovaný politický proces se členy kapely The Plastic People of the Universe a jinými představiteli undergroundu. Nepodmíněné tresty dostali čtyři obvinění, a to konkrétně Ivan Martin Jirous, Pavel Zajíček, Vratislav Brabenec a Svatopluk Karásek. Soudní proces proběhl v období 21. až 23. září 1976.

## Přeštický případ
Hlavnímu procesu, který se odehrával v Praze, předcházel ještě proces v Plzni známý jako Přeštický případ. Ivan Jirous, Karel Soukup a Svatopluk Karásek byli obviněni z trestného činu výtržnictví, kterého se měli dopustit 13. prosince 1975 při vystoupení v klubu SSM v Přešticích. Hlavní líčení proběhlo 5. až 6. června 1976 před okresním soudem Plzeň-jih. Karel Havelka byl odsouzen ke dvou a půl rokům odnětí svobody, Miroslav Skalický k osmnácti měsícům a František Stárek k osmi měsícům. Daný případ vyvolal silnou reakci na Západě, což byl pravděpodobně jeden z důvodů snížení původních trestů. Dané tresty byly po odvolacím řízení, které proběhlo 3. září 1976, sníženy na polovinu.

## Zatýkání a hlavní proces
Zlomovým okamžikem byl 21. únor 1976, kdy se v Bojanovicích odehrál Druhý festival druhé kultury a zároveň svatba Ivana Jirouse a Juliany Stritzkové. Celkem se akce zúčastnilo okolo 400 lidí. Následně 17. až 18. března došlo k zatýkání členů skupin Plastic People, DG 307, Ivana Martina Jirouse, Karla Soukupa a několika dalších osob. Celkem bylo zatčeno dvaadvacet lidí.
Hlavní líčení začalo 21. září před senátem okresního soudu pro Prahu-západ v Karmelitské ulici v Praze. Bylo prohlášeno za veřejné, avšak těsně před začátkem bylo oznámeno, že do sálu mohou pouze osoby se vstupenkami a někteří členové nejbližší rodiny. Do soudní síně se tak dostali především příslušníci StB. Ostatní lidé byli vyzváni k opuštění budovy, posléze jim ale bylo dovoleno zůstat na chodbách. Celkově se tak v soudní budově shromáždilo okolo 150 osob. Z původně čtrnácti obviněných bylo možné soudit pouze čtyři obviněné, kteří se právě nacházeli ve vazbě. Ostatní byli odstraněni.
Z výslechu obžalovaných vyplynulo, že ani jeden se necítí být vinen. Využití vulgarismů v textech odůvodnili funkčním využitím daných výrazů a také jejich nezaměnitelností v některých případech. Ivan Martin Jirous uvedl, že v posledních letech organizoval především soukromá vystoupení, kde si osobně hlídal účastníky akcí. Také dodal, že slavnosti vždy probíhaly klidně a slušně, což potvrdili i někteří svědci.

## Rozsudek
Všichni čtyři obžalovaní byli prohlášeni za vinné a to za spáchaný čin výtržnictví. Ivan Jirous byl odsouzen k trestu odnětí svobody na dobu osmnácti měsíců, Pavel Zajíček na dobu dvanácti měsíců a Svatopluk Karásek s Vratislavem Brabencem na dobu osmi měsíců. Všechny vyslovené tresty byly nepodmíněné.

## Obžalovaní
Nepodmíněný trest dostaly následující osoby:
- Ivan Jirous (1944)
- Pavel Zajíček (1951)
- Svatopluk Karásek (1942)
- Vratislav Brabenec (1943)

Ostatní obžalovaní:
- Milan Hlavsa (1951)
- Karel Soukup (1951)
- Josef Janíček (1947)
- Jiří Kabeš (1946)
- Jaroslav Kukal (1949)
- Pavel Zeman (1948)
- Jaroslav Vožniak (1954)
- Vladimír Vyšín (1950)
- Jan Kindl (1955)
- Otakar Michl (1949)

## Spojitost s Chartou 77
Ještě v roce 1976 začal skupinu podporovat Václav Havel. Někteří členové „Plastiků“ byli následně zatčeni. Později se zrodila myšlenka petice proti utlačování jak členů Plastic People of The Universe, tak i jiných undergroundových umělců a skupin. Následně 13. prosince byl vytvořen text Charty 77 a pravidla budoucího fungování signatářů. Během Vánoc bylo nasbíráno prvních 242 podpisů a 6. ledna 1977 byl text Charty zveřejněn v západních médiích. Do roku 1989 dokument podepsalo 1883 lidí.